# Joan Baptista Llorens Albiol
Joan Baptista Llorens Albiol (Vila-real, 26 d'octubre de 1897 - Madrid, 17 de desembre de 1937) conegut també com "El Zurdo", va ser un ciclista valencià, que va córrer entre 1911 i 1935. Deixeble del mànager Pasqual Poré Peset, fundador i propietari del Velòdrom de Vila-real. El principal èxit esportiu de Llorens fou el Campionat d'Espanya de ciclisme en ruta de 1924. Després de residir a Vila-real, Llorens va trobar ocupació com a treballador de Correus, i amb la família es va traslladar a viure a Castelló de la Plana, al carrer Alloza (Damunt) número 89, durant l'any 1932 i després al primer pis de l'edifici que fa xamfrà entre els carrers Sant Lluís i Comte Pestagua (Tarongers) el 1933. Des del 1934 va treballar a Vila-real com a transportista, i el 1935 es va afiliar a la Unió General de Treballadors. Amenaçat de mort pels revolucionaris a Vila-real, al principi de la Guerra Civil espanyola, el 19 d'agost del 1936 es va afiliar al Partit Comunista d'Espanya. Va ser nomenat tinent i cap de confiscació de vehicles. Tement per la seua seguretat a Vila-real, es va presentar voluntari per anar al front de Madrid, on va ser responsable de transports d'intendència i armament, del 19 de febrer a l'1 d'abril del 1937, i cap de la sisena companyia del tercer batalló a l'Exèrcit de la República, del 14 de juny al 9 d'octubre. El 21 d'octubre va ser ascendit a capità de la Tercera companyia del Segon batalló de transport automòbil. Afectat per una malaltia pulmonar, va morir amb 40 anys en una pensió del carrer Sagasta de Madrid el divendres 17 de desembre del 1937.
Va ser el principal corredor de la secció de ciclisme del Club Esportiu Castelló, del 1922 fins al 1926. El 1924 el Futbol Club Barcelona va intentar fitxar Llorens com a director de la secció de ciclisme, i el 1926 Llorens va estar a punt d'acceptar. Va fer tàndem amb el ciclista francès Maurice Regnier en les curses de 24 hores. L'esportista vila-realenc va ser propietari de dos tallers de bicicletes fins al 1927, l'un al carrer Major de Castelló de la Plana i l'altre al Raval de sant Pasqual, 10, de Vila-real, on fabricava les seues pròpies bicicletes de la marca Llorens. Com a membre del Club Esportiu Castelló va coincidir amb els borrianencs Franch i Enguídanos, els vila-realencs Pasqual Saura i Gabriel Cortés i el nulenc Roglà. Va córrer la seua darrera cursa ciclista el 31 d'agost del 1935 a Reus, un homenatge al president a la secció esportiva de la Casa del Poble.
El ciclista francés va estar a Vila-real el 1930 i el 1951, quan va ser rebut per l'alcalde i va visitar la tomba de Llorens. El Club Ciclista Vila-real va organitzar el I Trofeo Juan Bautista Llorens el 3 d'abril del 1957, on va participar Federico Martín Bahamontes, encara que el guanyador d'aquesta cursa ciclista va ser Miquel Poblet i Orriols, llavors campió d'Espanya de velocitat. El pavelló poliesportiu "Campeón Llorens" es va inaugurar a Vila-real, el 25 de febrer del 1974. El 1981 es va donar el nom de Joan Baptista Llorens a la via que havia sigut l'antic recorregut de la carretera N-340 al seu pas per la ciutat de la Plana.
Va ser el primer ciclista d'Espanya que va córrer curses a Amèrica, en concret a l'Argentina, amb els ciclistes europeus Ottavio Bottecchia, el primer italià que va guanyar el Tour de França, i Piccini. Igualment fou el primer ciclista espanyol que va participar en el Campionat del món de ciclisme en pista (1930). A més va córrer en velòdroms a Alemanya (1927), l'Algèria francesa (1928, 1929), Bèlgica (1925), Dinamarca (1927), França (1930) i Suïssa (1930).
Les set copes de plata, així com les set bandes del Campionat d'Espanya, la medalla d'or del 1924, guanyades per Llorens, van ser furtades pel veïnat, en un saqueig de la casa familiar, quan l'exèrcit de Francisco Franco Bahamonde va ocupar militarment la Plana de Castelló, el 14 de juny del 1938.

## Palmarès
- 1915
  - Campió del País Valencià de ciclisme el pista, 24-05-15, al Velòdrom de Vila-real.
- 1916
  - Campió del País Valencià de ciclisme en pista, 31-07-16, a l'Albereda de València.
- 1919
  -  Campió d'Espanya de ciclisme en pista 24 hores, 5/6-07-19, amb Joan Solanas al Velòdrom de Sants, Barcelona.
  - Campió del País Valencià de ciclisme en pista, 07-08-19, a l'Albereda de València.
- 1920
  -  Campió d'Espanya de ciclisme en pista 24 hores, 29/30-05-20, amb Ali Nefatti al Velòdrom de Sants, Barcelona.
- 1921
  -  Campió d'Espanya de Velocitat, 25-09-21, a Palma (1r campionat individual)
- 1922
  -     -  Campió d'Espanya de Velocitat, 21-05-22, Vila-real, (2n campionat individual)
    -  Campió d'Espanya de ciclisme en pista 24 hores, 14/15-10-22, amb Maurice Regnier al Velòdrom de Sants, Barcelona.
    -  Campió d'Espanya Darrere moto stayer, 19-11-22, Vila-real.
- 1923
  -  Campió d'Espanya de Velocitat, 19-10-23, Madrid (3r campionat individual)
  -  Campió d'Espanya de ciclisme en pista 24 hores, 17/18-11-23, amb Maurice Regnier al Velòdrom de Badalona, Badalona.
- 1924
  -  Campió d'Espanya de ciclisme en ruta, 03-08-24, Bilbao (4t campionat individual)
  -  Campió d'Espanya de Velocitat, 15-08-24, Badalona (5è campionat individual)
  -  Campió d'Espanya de ciclisme en pista 24 hores, 20/21-09-24, amb Maurice Regnier al Velòdrom de Badalona, Badalona.
  - Campionat Valencià de ciclisme en ruta, 25-11-24, Vila-real-Castelló-València, amb l'equip del Club Esportiu Castelló
- 1925
  -  Campió d'Espanya de ciclisme en pista 24 hores, 17/18-10-25, amb Ali Nefatti al Velòdrom de Sants, Barcelona.
- 1926
  - Gran Premi Millars de ciclisme en ruta, Vila-real-Vinaròs-Vila-real (200 km.) (80 ciclistes a la sortida, 37 a la meta)
  - Campionat Valencià de Velocitat, 24 de maig del 1926, darrera cursa al Velòdrom de Vila-real.
  - Premi Royal Fabric, València-Castelló de la Plana-València (únic trofeu conservat dels guanyats per Llorens).
- 1927
  -  Campió d'Espanya de Velocitat, 22-05-27, al Velòdrom de Vallejo, de València.
- 1928
  - Gran Premi de Maig Darrere moto stayer, al Velòdrom de Vallejo, de València.
- 1934
  - Gran Premi de les festes de maig al circuit urbà, de Vila-real.
- 1935
  - Cursa homenatge al president de la secció esportiva de la Casa del Poble de Reus.